# Kiput
Le kiput (ou long kiput) est une langue austronésienne parlée en Malaisie, dans l'État de Sarawak. La langue appartient à la branche malayo-polynésienne des langues austronésiennes.

## Classification
Le kiput est classé par Blust dans les langues bas-baram, un sous-groupe des langues malayo-polynésiennes occidentales qui fait partie des langues sarawak du Nord. Celles-ci s'intègrent dans le groupe des langues bornéo du Nord.
La langue n'est parlée que dans une seule « longue maison » au confluent des rivières Baram et Tutoh.

## Vocabulaire
Exemples du vocabulaire de base du kiput:
| français     | kiput | Prononciation |
| ------------ | ----- | ------------- |
| deux         | dufih |               |
| cinq         | limah |               |
| lune         | bulin |               |
| fleur        | buiəʔ |               |
| barrière     | pakin |               |
| eau, rivière | seiʔ  |               |

## Sources
- (en) Blust, Robert, Low Vowel Fronting in Northern Sarawak, Oceanic Linguistics, 39:2, pp. 285-319, 2000.
- (en) Blust, Robert, A Short Morphology, Phonology and Vocabulary of Kiput, Sarawak, Pacific Linguistics, Research School of Pacific and Asian Studies, Canberra, The Australian National University, 2003,  (ISBN 0-85883-536-3)
- (en) Blust, Robert, Òma Lóngh Historical Phonology, Oceanic Linguistics, 46:1, pp. 1-53, 2007.